# Торете (Кунео)
Торете је насеље у Италији у округу Кунео, региону Пијемонт.
Према процени из 2011. у насељу је живело 43 становника. Насеље се налази на надморској висини од 1184 м.